# Mur-sur-Allier
Mur-sur-Allier é uma comuna francesa na região administrativa de Auvérnia-Ródano-Alpes, no departamento de Puy-de-Dôme. Estende-se por uma área de 15.07 km². Em 2010 a comuna tinha 3 494 habitantes (densidade: 231,9 hab./km²).
Foi criada em 1 de janeiro de 2019, a partir da fusão das antigas comunas de Mezel (sede da comuna) e Dallet.